# Едвард Акуфо-Аддо
Едвард Акуфо-Аддо (англ. Edward Akufo-Addo; 26 червня 1906 — 17 липня 1979) — ганський політичний діяч, президент країни у 1970–1972 роках. Бувши церемоніальним главою держави, був усунутий від посади військовиками під час перевороту 13 січня 1972 року.

## Життєпис

### Ранні роки
Народився 26 червня 1906 року в селищі Додова, Британський Золотий Берег у родині Вільяма Мартіна Аддо-Дангуа (англ. Williamn Martin Addo-Danquah) й Теодори Амафі (англ. Thoedora Amuafi), які належали до стародавньої королівської династії африканського королівства Акуєм Абуаква народу акан. Закінчив початкову пресвітеріанську школу, середню школу в Додові, а 1929 року — коледж Ачимоти (коледж Принца Вельського) в Аккрі.

### Навчання у Великій Британії
1930 року Едвард Акуфо-Аддо здобув стипендію та був направлений на навчання до Великої Британії, де вступив до Коледжу святого Петра Оксфордського університету. Акуфо-Аддо став одним із перших африканських студентів коледжу, заснованого 1929 року. Вивчав філософію, математику, політичні науки, 1940 року отримав право на адвокатську практику в Лондоні. У подальшому був обраний почесним членом Ради Коледжу святого Петра.
1941 повернувся на батьківщину, де зайнявся адвокатською практикою, однак невдовзі був втягнутий до політичного життя колонії.

### Боротьба за незалежність Гани
1947 року Едвард Акуфо-Аддо став одним із засновників партії Об'єднаний конвент Золотого Берега, яку невдовзі очолив Кваме Нкрума. В будинку Акуфо-Аддо «Бетті-гаус» у центрі Аккри розміщувалась штаб-квартира нової партії.
12 березня 1948 року Акуфо-Аддо було заарештовано разом із п'ятьма іншими відомими політиками за звинуваченням у політичній агітації за самоврядування, спонуканні до сутичок 20 лютого поблизу резиденції Кристіанборг і подальших багатоденних заворушеннях в Аккрі. Едвард Акуфо-Аддо, Кваме Нкрума, Ебенезер Ако-Аджей, Джозеф Бояке-Данкуа, Еммануель Обетсебі-Ламптей та Вільям Офорі Атта, що стали відомими як «Велика шістка» (англ. Big Six), були заслані на північ колонії.
1949 року, після звільнення, Акуфо-Аддо входив до складу Конституційної комісії Золотого Берега, а у 1949 — 1950 роках був членом Законодавчої ради Золотого Берега. З 1949 видавав газету «The Statesman». Політичні шляхи Акуфо-Аддо з Кваме Нкрумою, який заснував свою Народну партію конвенту, з часом розійшлись.
Після здобуття Ганою незалежності 1957 року був членом різноманітних урядових комісій і комітетів, а з 1962 до 1964 був одним із суддів Верховного суду Гани. Був серед трьох суддів, які визнали недоведеною провину Тавіа Адамафіо, Ако Аджея й трьох інших звинувачуваних у підготовці замаху на Кваме Нкруму 1 серпня 1962 року, після чого був відправлений у відставку.
Після усунення Нкруми у лютому 1966 року Акуфо-Аддо було призначено головою Політичного комітету при Раді національного визволення Гани та при голові правління Комерційного банку Гани. У вересні того ж року очолив Верховний суд Гани. Брав активну участь у розробці конституції 1969 року, очолював Конституційну комісію.

### Церемоніальний президент Гани
У серпні 1970 року спеціальна колегія виборців обрала голову Верховного суду Едварда Акуфо-Аддо першим президентом «Другої республіки». 31 серпня 1970 року він залишив пост голови Верховного суду та вступив на посаду президента.
Реальна влада в країні належала прем'єр-мінітру Кофі Бусіа, роль Акуфо-Аддо була суто церемоніальною. Він виконував формальні функції глави держави, не беручи участі у політичному житті країни та не виїжджаючи з візитами за її межі. 13 січня 1972 військовики скинули режим Другої республіки й Едварда Акуфо-Аддо було усунуто від посади.
Після цього 65-річний політик почав жити приватним життям у власному будинку в центрі Аккри.
Помер 17 липня 1979 року в Аккрі від серцевої недостатності.

## Родина
Був одружений з Аделіною Єбоаквою Офорі-Атта, дочкою Нани Офорі-Атти I, правителя (окуєнхене) королівства Окуєм Обуаква на сході Гани.
Їхній старший син Нана Аддо Данква став одним із провідних політиків сучасної Гани, у 2003–2007 роках займав пост міністра закордонних справ Гани та здобув друге місце за кількістю голосів на президентських виборах 2008 року.